# انگوزی اونورا
اِنگوزی اونوُرا (انگلیسی: Ngozi Onwurah؛ زادهٔ ۱۹۶۶) کارگردان، تهیه‌کننده فیلم و مدل نیجریه‌ای‌های-بریتانیایی است. آثار او منعکس‌کننده تجربیات نمایان جوامعی از سیاه‌پوستان است که وی در آن رشد یافته‌است.